# هود زورداني
هود زورداني من مواليد 17 أكتوبر 1993 هو جودوكا جزائري.
فاز بميدالية ذهبية في بطولة الجودو الأفريقية عام 2015. تنافس في الألعاب الأولمبية الصيفية لعام 2016 في ريو دي جانيرو، في وزن الرجال 66 كجم.

## روابط خارجية
- هود زورداني على موقع الفيدرالية الدولية للجودو (الإنجليزية)
- هود زورداني على موقع JudoInside.com (الإنجليزية)
- هود زورداني على موقع اللجنة الأولمبية الدولية (الإنجليزية)
- هود زورداني على موقع أوليمبيديا (الإنجليزية)